# 순창북중학교
순창북중학교(淳昌北中學校)는 대한민국 전북특별자치도 순창군 순창읍 순화리에 있는 사립 중학교이다.

## 학교 연혁
- 1964년 10월 20일 : 학교법인 옥천학원 재단 인가
- 1964년 11월 21일 : 6학급 인가
- 1964년 11월 25일 : 제1대 조현기 교장 부임
- 1965년 3월 7일 : 순창북중학교 개교
- 1968년 1월 28일 : 제1회 졸업식(120명)
- 1989년 1월 25일 : 옥천학원 류종선 이사장 취임
- 2023년 9월 1일 : 제14대 강두희 교장 취임
- 2024년 2월 7일 : 제57회 졸업식(7,519명)

## 참고 자료
- 순창북중학교 - 한국교육학술정보원 학교알리미